# Haz gaussiano

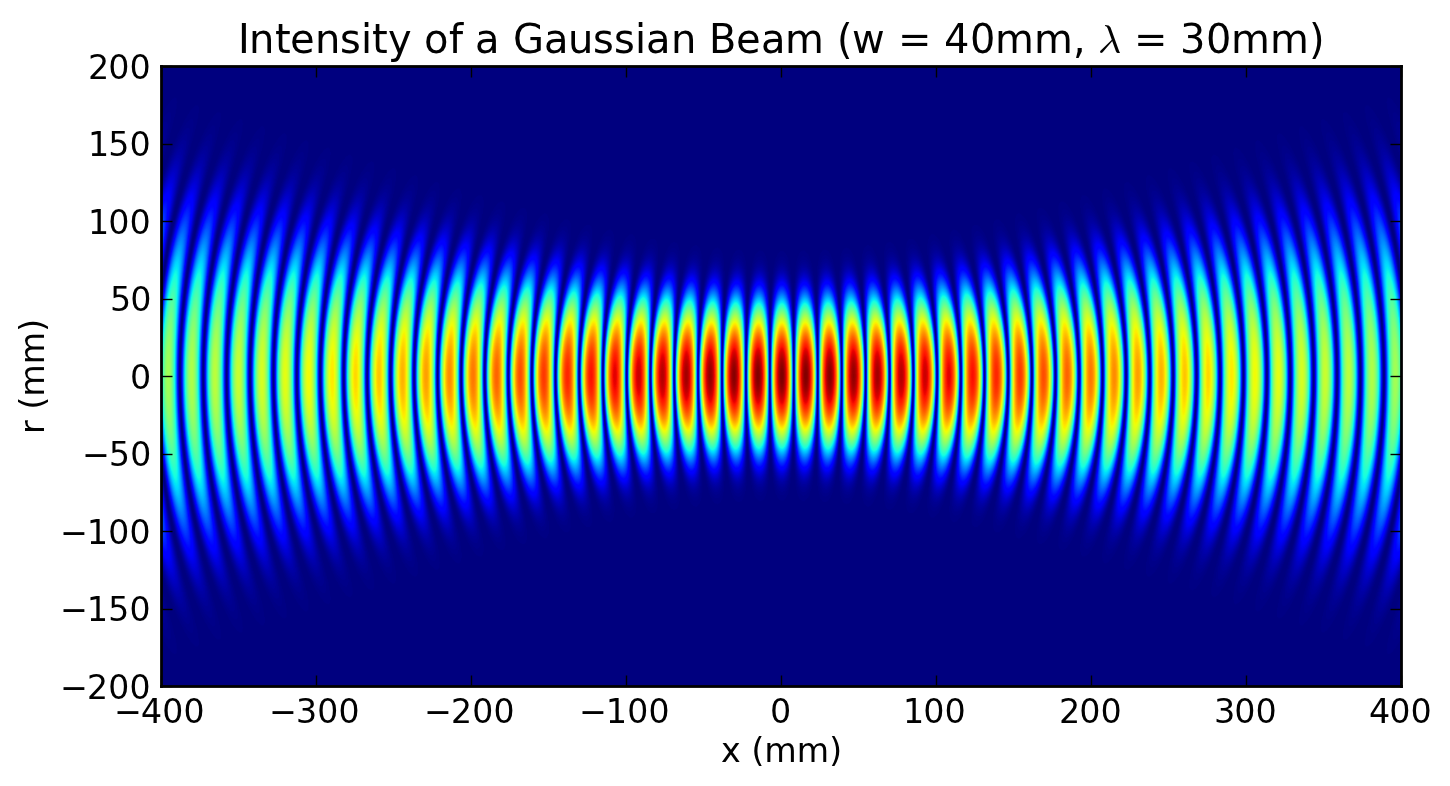
Intensidad de un Haz Gaussiano simulado alrededor de un punto focal en un instante de tiempo, mostrando dos cumbres de intensidad para cada frente de onda.

Superior: perfil de intensidad transversal del haz Gaussiano que se está propagando fuera de la página. Curva azul: amplitud de campo eléctrico (o magnético) vs. posición radial del eje del haz. La curva negra es la intensidad correspondiente.

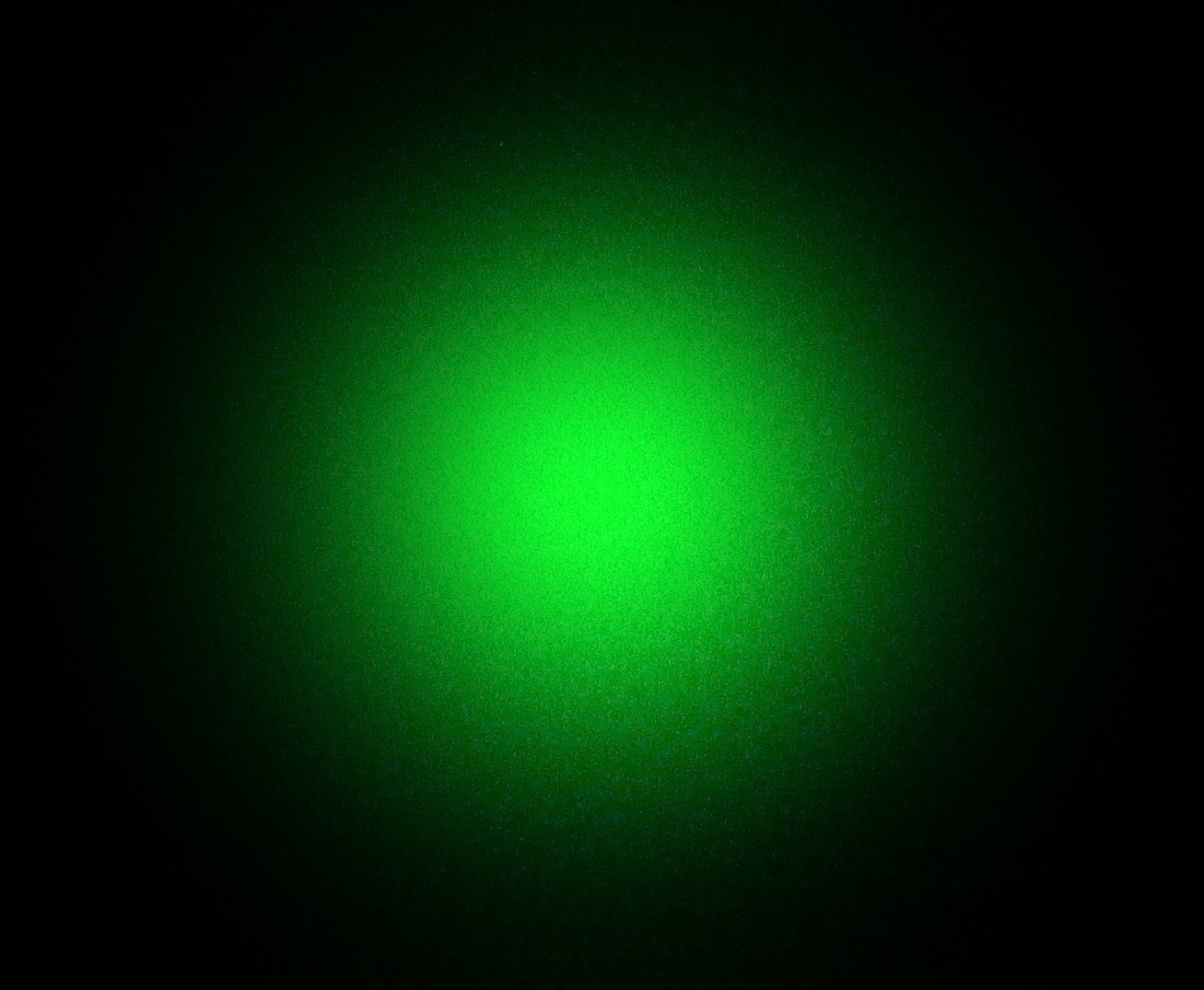
Perfil del puntero de un haz verde de 5 mW, mostrando el perfil TEM00.

En óptica, un haz Gaussiano es un haz  de radiación electromagnética monocromática cuyos perfiles de amplitud del campo magnético y eléctrico transversal están dados por la función Gaussiana; implicando también un perfil de intensidad Gaussiana (irradiance). Este modo fundamental gaussiano transversal (o TEM00) describe el comportamiento de la mayoría (pero no todos) los láseres, ya que este haz puede ser enfocado al sitio más concentrado. Cuando este haz es enfocado por una lente, la dependencia de la fase transversal es alterada; esto resulta en un haz Gaussiano diferente. Los perfiles de amplitud del campo eléctrico y magnético a lo largo de cualquier haz Gaussiano circular (para una longitud de onda y polarización dada) está determinado por un solo parámetro: la llamada cintura w0. En cualquier posición z relativa a la cintura (foco) a lo largo de un haz habiendo un w0 especificado, las amplitudes de campo y las fases son así determinadas con la aproximación paraxial de las Ecuaciones de Helmholtz.